# FanMail
FanMail ist das dritte Studioalbum der US-amerikanischen Hip-Hop- und R&B-Girlgroup TLC. Es erschien am 22. Februar 1999 bei LaFace Records und Arista Records.
Der Albumtitel ist ein Tribut an die Briefe, die TLC während ihrer Schaffenspause von ihren Fans bekamen. FanMail debütierte auf Platz 1 der Billboard 200 und verblieb dort fünf Wochen. In der ersten Verkaufswoche konnte sich das Album allein in den USA über 318.000 Mal absetzen.
FanMail wurde bei den Grammy Awards 2000 für acht Grammys nominiert, inklusive des Grammy Award for Album of the Year und gewann drei. Von der Recording Industry Association of America (RIAA) wurde es mit 6× Platin ausgezeichnet. Weltweit konnte sich das Album über 14 Millionen Mal verkaufen, womit es TLC's zweiterfolgreichstes Album darstellt (hinter CrazySexyCool). Zur Vermarktung des Albums ging TLC auf ihre erste Tournee, der FanMail Tour.
FanMail ist die letzte Veröffentlichung der Band zu Lebzeiten von Lisa Lopes, welche am 25. April 2002 vor Fertigstellung des Nachfolgealbums 3D in Honduras an einem Autounfall verstarb.

## Hintergrund
Nachdem TLC am 3. Juli 1995 Chapter-11-Insolvenz anmeldete, legte die Band eine kreative Schaffenspause ein. Der einhergehende Rechtsstreit mit ihren ehemaligen Managern Pebbles und L.A. Reid wurde am 25. November 1996 zu Gunsten von TLC rechtskräftig entschieden. Arbeiten an einem dritten Studioalbum wurden vorläufig auf Eis gelegt, als Hauptproduzent Dallas Austin volle kreative Kontrolle und eine Vorauszahlung von 4,2 Millionen US-Dollar einforderte. Die Situation resultierte nicht bloß in Konflikten zwischen der Band und Austin, sondern vor allem auch innerhalb der Band, da dieser zum damaligen Zeitpunkt der Lebensgefährte von Bandmitglied Chilli war und mit ihr einen Sohn, Tron, aufzog.
Nach längeren Verhandlungen konnte im April 1998 die Produktion am dritten Album eingeläutet werden. Austin übernahm zwar die Rolle als ausführender Produzent, war jedoch nicht wie eingangs gefordert alleinige Leitung des Projekts. Stattdessen kollaborierte TLC mit anderen altbewährten Produzenten wie Babyface, Kevin Briggs, Jimmy Jam und Terry Lewis und auch L.A. Reid trug trotz des vorangegangenen Rechtsstreites zu dem Projekt bei. Originär wurde FanMail auf den 10. November 1998 angesetzt, jedoch später auf das erste Quartal 1999 verschoben.
Parallel schrieb und produzierte Lisa Lopes acht vollwertige Songs für das Album, die alle von Austin abgelehnt wurden, da diese „nie zuvor einen Song geschrieben“ habe und ihre Beiträge deshalb „minderwertiger“ seien. Infolgedessen verkündete Lopes bei MTV-News im Juli 1998 zusammen mit Erick Sermon an einem Soloalbum zu arbeiten, welches noch vor FanMail erscheinen solle. Innerhalb der Gruppe sorgte diese Entscheidung für Reibereien, sodass Lopes auf FanMail wesentlich weniger prominent vertreten ist, als noch auf den beiden vorherigen Alben.
Der Konflikt spitzte sich Anfang 1999 zu, als sich Lopes in einem Vibe-Interview öffentlich von der Band distanzierte:

„Ich kann nicht mehr 100 Prozent hinter TLC und der Musik, die mich repräsentieren soll, stehen. Das hier wird mein letztes Interview sein bis ich mich wirklich frei äußern und präsentieren kann, nämlich auf meinem ersten Soloprojekt.“

## Aufnahme und Produktion
Während der Aufnahme von FanMail wurde der Band eine Vielzahl an Liedern angeboten, die letzten Endes von anderen Künstlern aufgenommen wurden. Darunter 702s Where My Girls At? (1999), Whitney Houstons Heartbreak Hotel (1998) und … Baby One More Time (1998), der Debütsingle von Britney Spears. Thomas erzählte später, jeder dieser Songs sei zwar in der engeren Auswahl gewesen, am Ende aber verworfen worden, da er die Gruppe „nicht repräsentiert“. Watkins bekräftigte diese Aussage in einem Interview mit MTV-News, lobte aber Spears zugleich für ihre Version von … Baby One More Time.
Während des Schreibprozesses an I’m Good at Being Bad in Minneapolis wurde Watkins von der Grunge-Band Nirvana inspiriert. Deren Songkonzeption, laute dynamische Passagen mit ruhigeren abzuwechseln, wollte sie auch für TLC umsetzen. Jam motivierte sie, die Melodie zu summen, während er simultan das Instrumental ausproduzierte; zuvor wartete Watkins das ausproduzierte Instrumental ab, ehe sie sich an den Text setzte. Später erzählte sie in einem Interview, durch diese neue Art der Zusammenarbeit sei ihr Wunsch gewachsen, zukünftig gänzlich ihre eigenen Texte zu schreiben.
Watkins’ Wunsch Lopes den Pre-Chorus rappen zu lassen, lehnte diese ab. Selbiges gilt für das Lied Silly Ho, in dem Lopes bereits fertig geschriebener Rapvers durch die Computerstimme Vic-E eingerappt wurde, da Lopes nicht zum Aufnahmetermin erschien.
Zwei Lieder des Albums, Come on Down und I Miss You So Much, primär geschrieben von Lopes, sollten ursprünglich von Watkins gesungen werden. Nachdem diese aber mit der Rhythmik der Instrumentale nicht zurechtkam, übernahm Thomas die Rolle. Da Thomas während der Aufnahme an hohem Fieber litt, bat sie Babyface um eine Neuaufnahme, die dieser aber hinsichtlich der Produktions-Deadline zurückwies.
No Scrubs war der letzte für das Album produzierte Song im Dezember 1998. Ursprünglich geschrieben für die Girlband Xscape kaufte Austin die Rechte, um No Scrubs als erste Single für FanMail auszukoppeln. Lopes schrieb den Text ihrer Bandmitglieder leicht um und ergänzte sie um einen zusätzlichen Rapvers. Bemerkenswert für das Lied ist Thomas Auftreten als Hauptgesangsstimme, welche in der Vergangenheit immer Watkins zufiel. Austin begründete diese Entscheidung später damit, dass Thomas zu mehr in Stande gewesen sei als „bloß eine Hintergrundsängerin“.

## Komposition und Text
FanMail bedient sich visuell und auditiv an futuristischen Stilen, wegen der rasenden technologischen Entwicklungen nahe dem neuen Jahrtausend wie dem Jahr-2000-Problem oder Napster. Exemplarisch dafür steht die Leadsingle No Scrubs sowie dessen Musikvideo, in dem die Band in einer Art Raumschiff in exzentrischer Kleidung auftritt.
Das Album enthält eine Handvoll an Liedern, in denen Vic-E eine prominente Rolle einnimmt. Die Computerstimme wurde als „Tourführer“ auf A Tribe Called Quest's Studioalbum Midnight Marauders bekannt. Ursprünglich wurde der Android als Ersatz für Lopes programmiert, da diese sich weigerte, am Projekt mitzuwirken. Nachdem sich die Band versöhnte, entschieden sie einstimmig, Vic-E als Charakter zu inkludieren.
FanMail ist ein R&B und Soul Album, das Funk, Hip-Hop, Dance-Pop, New Jack Swing und Balladen-Einflüsse trägt. Viele Klänge wurden mit einer Roland TR-808-Maschine erzeugt, um ein „cyber-R&B-Meisterwerk zu schaffen“. Eine Vielzahl an Produzenten war an dem Schaffensprozess beteiligt, darunter Dallas Austin, Babyface, Jermaine Dupri, Jimmy Jam und Terry Lewis.
Auf dem Titelsong verwendet Austin mehrere Samples aus dem Internet und aus Filmen, um einen „Weltall-Sound“ zu kreieren, der „so klingt wie das Album-Artwork aussieht“. Die Hintergrundgeräusche, bestehend aus dem Tippen auf einer Schreibmaschine und einem Drucker, soll die Fan-Briefe darstellen, die TLC während ihrer Pause erhielt. Für den Chorus verwendete Austin ein Interview von TLC mit MTV Past Present and Future aus dem Jahr 1994, in dem Lopes erwähnt, die Band habe nach Veröffentlichung ihres ersten Albums eine Reihe „widersprüchlicher Fanbriefe“ (en. „all these conflicting fan mail“) bekommen. Die Stimmen auf dem Song, aber auch anderen Liedern des Albums, wurden stellenweise digital bearbeitet, verzerrt oder gepitcht, um Glitches aus einer Wählleitung zu simulieren.
Im Kontrast zu dem sonst technologischen Klangbild ist Unpretty ein Alternative-Rock-Song, der sich mit den Unsicherheiten bezweckt durch Bodyshaming befasst. Er wurde inspiriert durch ein Gedicht von Watkins. Das Lied Communicate (Interlude) behandelt die fehlende Kommunikation unter Menschen aufgrund des Aufkommens neuer Technologien, infolge derer auch die Depressionsrate unter Kindern und Heranwachsenden steigt. Im Hintergrund ist das Tippen auf einer Tastatur zu hören, gemeinsam mit Lopes, die den Hörer fragt, ob er mit ihr reden wird (en. „will you communicate with me?“).
Thematisch befasst sich FanMail mit Sexualität, Unsicherheit, Eigenständigkeit und Verletzbarkeit. Einige Rezensenten beschrieben es als Abschluss des Reifeprozesses, der mit dem Debütalbum Ooooooohhh... On the TLC Tip in Form „kindlich-süßer“ Teenagerprobleme begann, in CrazySexyCool bereits erwachsenere Themen behandelte, jedoch mit der „Naivität, die durch die Unerfahrenheit und den jugendlichen Leichtsinn“ kommt und sich in FanMail in Form ausgewachsener, reifer und selbstständiger Frauen wiederfindet.

## Artwork, Verpackung und Albumtitel
Auf dem Albumcover sind die Köpfe von TLC mit metallischer, silberner Haut zu sehen. Der Hintergrund ist schwarz und wird durch einen Binärcode komplettiert. Der Fotograf Dan Levy fotografierte die silber-angemalten Bandmitglieder ohne sie später digital zu bearbeiten. Annie Lord von i-D beschrieb die Optik der Band als „drei digitalisierte, körperlose Cyborgs von einer anderen Dimension“ und verglich den Binärcode an ihren Köpfen mit dem Film Matrix.
In der Verpackung findet sich neben der CD ein großes Poster, auf dem neben den drei TLC-Mitgliedern eine Liste von mehreren Tausenden Personen geschrieben steht, die der Band Fanbriefe geschrieben habe. Eine limitierte Edition des Albums wurde im letzten Quartal 1999 veröffentlicht.
Der Albumtitel ist ein Tribut an TLCs Fans während ihrer fünfjährigen Schaffenspause. Wie schon zuvor bei Ooooooohhh… On the TLC Tip und CrazySexyCool kam der Titel von Lopes, nachdem sie den eigentlich geplanten Titel Fan2See verworfen hatte. Zu der Gruppe sagte sie:

„Lasst einen großen Fanbrief schreiben und singen. Lasst die Namen unserer Fans auf alles mögliche packen, alle Singles, das Albumcover, T-Shirts, Tassen. Einfach nur, um unsere Dankbarkeit zu zeigen.“

## Kritiken
| Professionelle Bewertungen | Professionelle Bewertungen |
| -------------------------- | -------------------------- |
| Kritiken                   |                            |
| Quelle                     | Bewertung                  |
| AllMusic                   | [ 32 ]                     |
| The Guardian               | [ 51 ]                     |
| Rolling Stone              | [ 52 ]                     |
| Entertainment Weekly       | B-                         |
| Los Angeles Times          | [ 54 ]                     |
| Muzik                      | [ 55 ]                     |
| NME                        | [ 56 ]                     |
| Q                          | [ 57 ]                     |
| USA Today                  | [ 58 ]                     |

FanMail erhielt zu seinem Erscheinen positive Rezensionen und kann als kritischer Erfolg bezeichnet werden. Der kritische Beifall ist mithin nicht in derselben Riege wie noch bei Ooooooohhh… On the TLC Tip oder CrazySexyCool.
Tony Farsides vom britischen Muzik-Magazin bezeichnete FanMail als „echter Fortschritt“ im Vergleich zu anderen Alben, die um die Zeit veröffentlicht wurden. NME Autor Roger Morton verglich das „Cyber-Konzept“ des Albums mit den Electro-Funk-Projekten von Prince und befand, dass TLC in keiner Weise durch andere prominente Girlgroups wie All Saints und den Spice Girls geschmälert werde.
Ann Powers von Rolling Stone merkte an, dass Elemente von FanMail zwar „schärfer und aggressiver“ klängen als noch auf CrazySexyCool, aber auch „unausgepfeilter“. Sie lobte TLCs Mitglieder aber dafür, „mutige Risiken“ auf sich zu nehmen. Stephen Thomas Erlewine von AllMusic bewunderte das Album für seine „Abwechslung“, bemängelte aber, dass sich die Band zu sehr an bewährten Konzepten älterer Produktionen orientieren würde.
David Browne von Entertainment Weekly äußerte sich als „TLC-Fan“ enttäuscht von dem „immer austauschbarer und homogener werdenden Gesang“ und bemängelte FanMail als „endlose Aneinanderreihung von Chorusen“. Auch Joshua Clover von Spin zeigte sich ernüchtert und kritisierte die Produzenten des Albums dafür, zu sehr nach Timbaland klingen zu wollen.

## Titelliste
| #  | Titel                              | Gastbeitrag | Produzent                        | Länge |
| -- | ---------------------------------- | ----------- | -------------------------------- | ----- |
| 1  | FanMail                            |             | Cryptron                         | 3:59  |
| 2  | The Vic-E Interpretation Interlude | Vic-E       | Cryptron                         | 0:19  |
| 3  | Silly Ho                           |             | Dallas Austin                    | 4:15  |
| 4  | Whispering Playa – Interlude 1     | Papi        |                                  | 0:52  |
| 5  | No Scrubs                          |             | Kevin Briggs                     | 3:34  |
| 6  | I’m Good at Being Bad 2 3          |             | Jimmy Jam und Terry Lewis        | 5:39  |
| 7  | If They Knew                       |             | Dallas Austin, Ricciano Lumpkins | 4:04  |
| 8  | I Miss You So Much                 |             | Babyface, Daryl Simmons          | 4:56  |
| 9  | Unpretty                           |             | Dallas Austin                    | 4:38  |
| 10 | My Life                            |             | Jermaine Dupri                   | 4:01  |
| 11 | Shout                              |             | Dallas Austin                    | 3:57  |
| 12 | Come On Down                       |             | Dallas Austin, Debra Killings    | 1:34  |
| 13 | Dear Lie                           |             | Babyface                         | 5:10  |
| 14 | Communicate – Interlude            |             | Dallas Austin                    | 0:51  |
| 15 | Lovesick                           |             | Dallas Austin                    | 3:52  |
| 16 | Automatic 4                        |             | Dallas Austin                    | 4:31  |
| 17 | Don’t Pull Out on Me Yet           |             | Dallas Austin                    | 4:33  |

Bonus-Track auf der japanischen Edition
| #  | Titel   | Gastbeitrag | Produzent | Länge |
| -- | ------- | ----------- | --------- | ----- |
| 18 | U in Me |             | Cryptron  | 3:50  |

Digitaler Download Bonus-Track
- I Need That – 3:52
  - Exklusiv online veröffentlicht auf MP3.com, um die FanMail Tour zu bewerben. Produziert von Ricciano Lumpkins, geschrieben von Lisa Lopes. Lopes’ Rap wurde später ausgeweitet und überarbeitet für den Song Gimme Some von Toni Braxton wiederverwertet.

Samples

## Singleauskopplungen
| Jahr | Titel     | Höchstplatzierung, Gesamtwochen, AuszeichnungChartplatzierungen (Jahr, Titel, , Platzierungen, Wochen, Auszeichnungen, Anmerkungen) | Höchstplatzierung, Gesamtwochen, AuszeichnungChartplatzierungen (Jahr, Titel, , Platzierungen, Wochen, Auszeichnungen, Anmerkungen) | Höchstplatzierung, Gesamtwochen, AuszeichnungChartplatzierungen (Jahr, Titel, , Platzierungen, Wochen, Auszeichnungen, Anmerkungen) | Höchstplatzierung, Gesamtwochen, AuszeichnungChartplatzierungen (Jahr, Titel, , Platzierungen, Wochen, Auszeichnungen, Anmerkungen) | Höchstplatzierung, Gesamtwochen, AuszeichnungChartplatzierungen (Jahr, Titel, , Platzierungen, Wochen, Auszeichnungen, Anmerkungen) | Anmerkungen                                                 |
| Jahr | Titel     | DE | AT | CH | UK | US | Anmerkungen                                                 |
| ---- | --------- | --- | --- | --- | --- | --- | ----------------------------------------------------------- |
| 1999 | No Scrubs | DE4 (25 Wo.)DE | AT26 (9 Wo.)AT | CH5 (27 Wo.)CH | UK3 ×3Dreifachplatin · (19 Wo.)UK                                                                                                   | US1 ×5Fünffachplatin · (28 Wo.)US                                                                                                   | Erstveröffentlichung: 23. Januar 1999 Verkäufe: + 7.270.000 |
| 1999 | Unpretty  | DE16 (14 Wo.)DE | AT24 (8 Wo.)AT | CH9 (15 Wo.)CH | UK6 Silber · (11 Wo.)UK | US1 Gold · (32 Wo.)US | Erstveröffentlichung: 2. August 1999 Verkäufe: + 807.500    |
| 1999 | Dear Lie  | DE37 (9 Wo.)DE | — | CH29 (18 Wo.)CH | UK31 (11 Wo.)UK | US51 (7 Wo.)US | Erstveröffentlichung: 30. November 1999                     |

## Kommerzieller Erfolg

### Chartplatzierungen
| ChartsChartplatzierungen       | Höchstplatzierung | Wochen |
| ------------------------------ | ----------------- | ------ |
| Deutschland (GfK)              | 7 (45 Wo.)        | 45     |
| Österreich (Ö3)                | 17 (16 Wo.)       | 16     |
| Schweiz (IFPI)                 | 11 (37 Wo.)       | 37     |
| Vereinigtes Königreich (OCC)   | 7 (59 Wo.)        | 59     |
| Vereinigte Staaten (Billboard) | 1 (64 Wo.)        | 64     |

| ChartsJahrescharts (1999)      | Platzierung |
| ------------------------------ | ----------- |
| Deutschland (GfK)              | 19          |
| Schweiz (IFPI)                 | 48          |
| Vereinigtes Königreich (OCC)   | 28          |
| Vereinigte Staaten (Billboard) | 10          |

| ChartsJahrescharts (2000)      | Platzierung |
| ------------------------------ | ----------- |
| Vereinigte Staaten (Billboard) | 147         |

### Auszeichnungen für Musikverkäufe
In den USA konnte sich FanMail mit über 318.000 verkauften Einheiten in der ersten Woche die Höchstplatzierung in den Billboard 200 und den Top R&B/Hip-Hop Albums sichern. Am 21. Juni 2000 zeichnete die Recording Industry Association of America (RIAA) das Album mit 6× Platin aus. FanMail erhielt weltweit drei Goldene Schallplatten, 15 Mal Platin und einmal Diamant für über 8,4 Millionen zertifizierte Verkäufe. Weltweit hat sich das Album über 14 Millionen Mal verkauft.
| Land/Region                  | Auszeichnungen für Musikverkäufe (Land/Region, Auszeichnung, Verkäufe) | Verkäufe  |
| ---------------------------- | ---------------------------------------------------------------------- | --------- |
| Australien (ARIA)            | Platin                                                                 | 70.000    |
| Belgien (BRMA)               | Gold                                                                   | (25.000)  |
| Europa (IFPI)                | Platin                                                                 | 1.000.000 |
| Frankreich (SNEP)            | Gold                                                                   | (100.000) |
| Japan (RIAJ)                 | Diamant                                                                | 1.000.000 |
| Kanada (MC)                  | 4× Platin                                                              | 400.000   |
| Neuseeland (RMNZ)            | Platin                                                                 | 15.000    |
| Niederlande (NVPI)           | Platin                                                                 | (80.000)  |
| Schweiz (IFPI)               | Gold                                                                   | (25.000)  |
| Vereinigte Staaten (RIAA)    | 6× Platin                                                              | 6.000.000 |
| Vereinigtes Königreich (BPI) | Platin                                                                 | (300.000) |
| Insgesamt                    | 3× Gold · 15× Platin · 1× Diamant ·                                    | 8.485.000 |

Hauptartikel: TLC (Band)/Auszeichnungen für Musikverkäufe

## FanMail Tour
Die FanMail Tour ist die erste Tournee der US-amerikanischen Girlgroup TLC, die am 22. Oktober 1999 in Toronto, Kanada begann und am 29. Januar 2000 in Atlanta, USA endete.
Die FanMail Tour konnte 72.800.000 US-$ einnehmen und ist damit bis heute die lukrativste Tournee einer Girlgroup.
Die Tournee sollte eigentlich zweigeteilt stattfinden: 33 Konzerte in Nordamerika, gefolgt von einer unbestimmten Anzahl in Japan und Europa. Der zweite Teil wurde jedoch abgesagt, da Bandmitglied Lisa Lopes eine Ruhezeit einforderte.

### Hintergrund
Die meisten Tourstops waren restlos ausverkauft. Das stark durchchoreografierte Konzert beinhaltete eine fünfköpfige Band, sieben Tänzer, Cyber-Technik und einen gigantischen Bildschirm namens „Virtual Vic-E“. Am 27. September 1999 veröffentlichte TLC einen exklusiven Song namens I Need That auf MP3.com zum kostenlosen Download. Im Gegenzug sponserte MP3.com die Tournee und spendete für jeden Download 10 Cent an die Sickle Cell Disease Association.
Um den Zeitraum kursierten hartnäckig Gerüchte um eine Trennung der Band. Lisa Lopes erzählte dazu der Daily News: „Viele Leute glauben, ich würde TLC verlassen. Das ist nicht der Fall. […] Der Appeal an der Band hängt komplett mit der Chemie zwischen mir, Tionne und Chilli zusammen. Würde bei TLC nicht auch mal etwas nicht passen, dann wäre was gehörig falsch.“
Die Tournee wurde in ihrer Heimatstadt Atlanta abgeschlossen, einen Tag vor dem Super Bowl XXXIV. Bürgermeister Bill Campbell überreichte der Gruppe einen Schlüssel zum Rathaus und ernannte den 29. Januar zum „TLC-Tag“.
Am 18. März 2000 verkaufte die Gruppe ein Pay-per-View-Spezial des letzten Auftritts namens TLC: Sold Out. Allen Bandmitgliedern wurden 25 Millionen US-Dollar dafür geboten, die Tour um weitere Konzerte in Japan und Europa auszuweiten. Das Vorhaben wurde nie verwirklicht, da Lopes eine Ruhezeit für sich einforderte.

### Konzert-Aufbau
Die Show wurde in fünf Teile und einen Abspann geteilt.

#### 1. Teil (The Future)
Sie beginnt mit einer Begrüßung durch den Computer-Bildschirm „Virtual Vic-E“. Im Anschluss fahren alle drei Mitglieder aus der Bühne hinaus und performen, jede in einem anderen Silberton gekleidet, die Lieder FanMail, Silly Ho und If They Knew. Am Ende von If They Knew präsentiert Lopes einen Sack voller Fan-Briefe von Fans aus der jeweiligen Stadt und verspricht, dass diese später in der Show vorgelesen werden.

#### 2. Teil (Ooooooohhh… On the TLC Tip era)
Im zweiten Teil singen TLC die Lieder Ain't 2 Proud 2 Beg, What About Your Friends und Baby-Baby-Baby aus ihrem Debütalbum, gekleidet in weißen Overalls und umgeben von Graffiti. Lopes trägt große pinke Sonnengläser und einen Schnuller um ihren Nacken. Optisch zollt die Band damit Tribut an ihr erstes Album.

#### 3. Teil (CrazySexyCool era)
Vic-E entdeckt einen Einbrecher im Backstage, der den Sack an Fan-Briefen stiehlt. Unwissend vom Diebstahl springt TLC in Seiden-Pyjamas auf die Bühne und performen ihre Lieder Creep und Red Light Special. Die einzelnen Mitglieder rappen und singen anschließend Solo: beginnend mit Lopes’ Crazy-Rap, gefolgt von Chilli’s Sexy-Singing und abgeschlossen mit Watkins’ Cool-Singing. Die Band kommt zum Schluss gemeinsam auf die Bühne und spielt die Lieder If I Was Your Girlfriend, Touch Myself und Dear Lie.

#### 4. Teil (Rain)
Der vierte Teil beginnt mit mehreren Kindern aus dem Publikum, die zusammen mit TLC Unpretty singen. I’m Good at Being Bad, My Life und eine Salsa-Version von Shout beenden den Act.

#### 5. Teil (Abspann)
Im letzten Teil bemerkt Lopes den fehlenden Sack voller Fan-Briefe und Vic-E informiert die Band über den Dieb. Vic-E spricht der Band daraufhin gut zu, dass die Briefe alleine nicht ausreichen würden, um den Band zwischen ihnen und ihren Fans zu präsentieren und diese spielen vor einem fallenden Wasserfall ihren Hit Waterfalls.

#### Bonus in Atlanta
Während des letzten Tourstops in Atlanta spielt TLC No Scrubs als letzten Song und der Dieb bringt den Sack an Fanbriefen zurück. Der Dieb entschuldigt sich auf einem Zettel und sagt, er habe als Wiedergutmachung T-Shirts gekauft und diese in den Beutel gesteckt. Die Band wirft die T-Shirts daraufhin in das Publikum und verlässt die Showbühne.

### Rezeption
Die Tour erhielt sehr positive Kritiken. Natalie Nichols von der Los Angeles Times beschrieb die Anaheim-Show als „ein Popkonzert mit allem Tamtam und Spaß, den man erwarten würde. […] TLC beglückt seine Fans und behält dabei die Power, die sie zum erfolgreichsten Girl-Trio der Geschichte gemacht haben. […] Eine sieben Mann starke Band schafft es sich im Hintergrund zu halten und TLCs Mischung aus Soul, Hip-Hop, Funk und Pop mit überraschendem Schwung zu unterstützen.“
Darryl Morden vom The Hollywood Reporter beschrieb die New-York-City-Show als „klug, sexy, stylisch, süß, kühn, glänzend und abwechslungsreich. Die 100-Minuten-Performance am Freitag Abend war voller Überraschungen, aber verlor nicht seinen persönlichen Charme. Effekte und Gimmicks haben sich hinten angestellt und altbewährter, aufregender Showleistung Vorrang gelassen.“
Troy Augusto von Variety beschrieb seine Show als „einen aufregenden Nachmittag voller Gesang und Getanze, an dem alle Hitsongs charmant vorgetragen wurden“.
Gene Scout von Seattle Post-Intelligencer fügte hinzu: „Die Mischung aus Pop, Hip-Hop und R&B machte den Nachmittag zu einem Fest.“
In einer abweichenden Meinung vermerkte Craig Seymour von Entertainment Weekly: „Hin und wieder gab es Anzeichen von der Entfremdung zwischen Lisa „Left Eye“ Lopes und ihren Bandkollegen Rozonda „Chilli“ Thomas und Tionne „T-Boz“ Watkins. An mehreren Stellen in der Show geben sich Chilli und T-Boz ein High five und ignorieren Left Eye. Left Eye im Gegenzug läuft an den beiden anderen vorbei, als wären sie bloß Hintergrundkulisse. Besonders hitzig wirkte es während What About Your Friends als T-Boz beim Singen ihr einen besonders verachtenden Blick zuwarf.“

### Vorgruppen
- Ricky J[86]
- Jodie Resther[87]
- Destiny’s Child[88]
- K-Ci & JoJo[88]
- Ideal[88]
- Marc Nelson[88]
- Blaque Ivory[89]
- Christina Aguilera[90]

### Setlist
1. Teil (The Future)
- Vic-E Video Einleitung
- FanMail
- The Vic-E Interpretation – Interlude
- Silly Ho
- If They Knew

2. Teil (Ooooooohhh… On The TLC Tip era)
- Ain’t 2 Proud 2 Beg
- What About Your Friends
- Baby-Baby-Baby

3. Teil (CrazySexyCool)
- Creep
- Red Light Special
- Crazy Left Eye-Solo
- Sexy Chilli-Solo
- Cool T-Boz-Solo

4. Teil (Rain)
- Unpretty
- I’m Good at Being Bad
- My Life
- Shout

5. Teil
- Waterfalls

Bonus (Atlanta)
- No Scrubs